# Allocasuarina paradoxa
Allocasuarina paradoxa är en tvåhjärtbladig växtart som först beskrevs av Macklin, och fick sitt nu gällande namn av Lawrence Alexander Sidney Johnson. Allocasuarina paradoxa ingår i släktet Allocasuarina och familjen Casuarinaceae. Inga underarter finns listade i Catalogue of Life.